# Rogsta landskommun
Rogsta landskommun var en tidigare kommun i Gävleborgs län. Centralort var Rogsta.

## Administrativ historik
Rogsta landskommun inrättades den 1 januari 1863 i Rogsta socken i Hälsingland  när 1862 års kommunalförordningar trädde i kraft. 
Kommunen upphörde vid kommunreformen 1952, då den gick upp i Hälsingtuna landskommun. Sedan 1971 tillhör området den nuvarande Hudiksvalls kommun.

## Kommunvapen
Rogsta landskommun förde inte något vapen.

## Politik

### Mandatfördelning i valen 1938-1946
| 1 | 7 | 12 |

| 20 |

| 2 | 7 | 11 |

| 20 |

| 3 | 7 | 8 | 2 |

| 19 |

### Fotnoter
1. ↑  Per Andersson: Sveriges kommunindelning 1863-1993, Draking, Mjölby 1993, ISBN 91-87784-05-X, s. 88